# Никчёмные (фильм, 1982)
«Никчёмные» (фин. Arvottomat) — дебютный полнометражный фильм режиссёра Мики Каурисмяки.

## Сюжет
Манне Ояниеми, работающий посудомойщиком, просыпается в своей квартире и отправляется на работу. Всю дорогу его «Волгу» преследует белый «Понтиак Паризьен», и вскоре становится ясно, что у Манне есть тёмное прошлое, связанное с преступным миром Хельсинки. Бандиты хотят, чтобы Манне отдал им старые долги, и Ояниеми приходится бежать из города вместе со своей новой подружкой Веерой, которая, однако, решает после этого исчезнуть из его жизни. Манне вынужден колесить по стране на своей автомобиле; вскоре к нему присоединяется его старый приятель — Харри.
Накал страстей в фильме связан в первую очередь с очень ценной картиной, которой заинтересованы как беглецы, так и разыскивающие их преступники. Манне оставляет картину на сохранение своему другу Вилле, но бандиты добираются до него, избивают и крадут произведение искусства. После этого происшествия Вилле оставляет все свои дела в Хельсинки и улетает в Париж.
Манне и Харри находят Вееру, и компания из трех друзей некоторое время даже чувствует себя счастливой, но прекрасной иллюзии приходит конец, когда босс преступной группировки Хагстрём и его головорезы неожиданно настигают их в пути. Инцидент заканчивается случайной гибелью Харри в перестрелке. После этого Манне, жаждущий мести за смерть друга, убивает Хагстрёма и тоже отправляется в Париж на Северный вокзал, где он ранее условился встретиться с Веерой. В последней сцене мы видим встречу Манне, Вееры и Вилле в парижском баре, вдали от мира и своего прошлого, с которым молодые люди, кажется, теперь порвали окончательно.

## В ролях
- Матти Пеллонпяя — Манне Ояниеми
- Пиркко Хямяляйнен — Веера
- Аки Каурисмяки — Вилле Альфа
- Юусо Хирвикангас — Харри
- Эско Никкари — Хагстрём
- Йорма Марккула — Митя
- Асмо Хурула — Вяюрю
- Ари Пииспа — Василий
- Айно Сеппо — Тиина
- Вейкко Аалтонен — Юйппи
- Элина Кивихалме — Анна-Каарина
- Пентти Лахти — саксофонист